# Eratidus
Eratidus es un género de foraminífero bentónico de la subfamilia Ammomarginulininae, de la familia Lituolidae, de la superfamilia Lituoloidea, del suborden Lituolina y del orden Lituolida. Su especie tipo es Haplophragmium foliaceum. Su rango cronoestratigráfico abarca el Holoceno.

## Discusión
Clasificaciones previas incluían Eratidus en el suborden Textulariina del orden Textulariida, o en el orden Lituolida sin diferenciar el suborden Lituolina.

## Clasificación
Eratidus incluye a las siguientes especies:
- Eratidus antarcticus
- Eratidus foliaceus
- Eratidus gerochi